# Actinostola carlgreni
Actinostola carlgreni är en havsanemonart som beskrevs av Wassilieff 1908. Actinostola carlgreni ingår i släktet Actinostola och familjen Actinostolidae. Inga underarter finns listade i Catalogue of Life.